# Buteo brachyurus
La poiana codacorta (Buteo brachyurus Vieillot, 1816) è un uccello della famiglia degli Accipitridi dell'ordine degli Accipitriformi.

## Sistematica
Buteo brachyurus ha due sottospecie:
- B. brachyurus brachyurus
- B. brachyurus fuliginosus

## Distribuzione e habitat
Questo uccello nidifica nelle regioni tropicali e subtropicali delle Americhe, dal Brasile sud-orientale e dall'Argentina settentrionale fino all'America Centrale, al Messico settentrionale e alla Florida (USA). Non si spinge mai oltre i 2000 metri di altitudine, ma solitamente si incontra sotto i 1400 metri. Sulle Ande della Colombia meridionale, nell'Argentina centrale e in Cile è rimpiazzato dalla poiana golabianca (Buteo albigula). In tutto il suo areale è una specie residente, tranne la popolazione della Florida, che trascorre l'inverno nelle regioni meridionali dello Stato, Florida Keys comprese.